# Odil Ahmedov
Odil Ahmedov (usbekisch Алимжанович, Ахмедов Одил, manchmal auch Odil Akhmedov; * 25. November 1987 in Namangan, Usbekische SSR, Sowjetunion) ist ein ehemaliger usbekischer Fußballspieler. 

## Karriere

### Verein
Am 16. Mai 2006 absolvierte Ahmedov im Alter von 18 Jahren im Trikot von Pachtakor Taschkent gegen Qizilqum Zarafshon sein erstes Profispiel. Sein damaliger Trainer war Valeri Nepomniachi, dieser hatte mit Kamerun bei der Weltmeisterschaft 1990 einen großen Erfolg gefeiert. Mit diesem Verein gewann er zweimal die usbekische Fußballmeisterschaft sowie dreimal den nationalen Pokal. Außerdem wurde er 2009 zum Fußballer des Jahres in Usbekistan gewählt. Für Pakhtakor Taschkent absolvierte er 86 Spiele und erzielte sechs Tore. Am 9. Februar 2011 gab Pakhtakors offizielle Seite bekannt, dass Odil Ahmedov für ein Jahr auf Leihe bei Anschi Machatschkala spielen wird. Nur vier Tage später erzielte er den 1:0-Siegtreffer beim Freundschaftsspiel gegen Obolon Kiew und damit sein erstes Tor für Anschi Machatschkala. Am 1. Juli 2014 wechselte er zum Ligakonkurrenten FK Krasnodar, wo er bis Ende 2016 spielte. Dann ging es nach China zu Shanghai SIPG, wo er zusammen mit den Brasilianern Hulk und Oscar spielte. Von dort wurde er Anfang 2021 erst an Tianjin Jinmen Tiger verliehen und anschließend fest zum Cangzhou Mighty Lions FC abgegeben. Dort beendete er auch im folgenden Dezember seine aktive Karriere.

### Nationalmannschaft
Am 13. Oktober 2007 absolvierte Odil Ahmedov gegen Taiwan (9:0) erstmals ein Länderspiel für die usbekische A-Nationalmannschaft. Bei der Fußball-Asienmeisterschaft 2011 in Katar traf er im Eröffnungsspiel gegen Katar aus etwa 35 Metern zum 1:0. Im Gruppenspiel gegen China folgte sein zweites Tor im Turnier. Nach einem souveränen Gruppensieg vor Katar, schlug man im Viertelfinale die Mannschaft aus Jordanien, verlor aber dann gegen Australien deutlich mit 0:6. Im kleinen Finale unterlag sein Team gegen Südkorea mit 2:3 und erreichte einen überraschenden vierten Platz. Nach der Teilnahme an der Asienmeisterschaft 2011 waren mehrere Klubs aus Europa, Russland, Ukraine und dem nahen Osten an der Verpflichtung des Mittelfeldspielers interessiert. Am 5. September 2019 bestritt er im ersten Spiel der Qualifikation für die WM 2022 sein 100. Länderspiel. Nach seinem letzten Einsatz im Juni 2021 kam Akhmedov auf insgesamt 108 Partien, in denen er 21 Treffer erzielen konnte.

## Erfolge

### Verein
- Usbekischer Meister: 2006, 2007
- Usbekischer Pokalsieger: 2006, 2007, 2009
- Chinesischer Meister: 2018

### Nationalmannschaft
- 4. Platz bei der Asienmeisterschaft: 2011

### Auszeichnungen
- Usbekischer Fußballer des Jahres: 2009, 2011, 2014, 2015, 2016, 2018